# Мостки (Московская область)
Мостки — деревня в Московской области России. Входит в городской округ Солнечногорск. Население — 0 чел. (2010).

## География
Деревня Мостки расположена на севере Московской области, в северной части округа, примерно в 14 км к северо-востоку от центра города Солнечногорска, около границы с Дмитровским районом. Рядом с деревней протекает река Лутосня бассейна Дубны. Ближайшие населённые пункты — деревни Заовражье, Зеленино и Матвейково.

## Население
| 1852 | 1859 | 1890 | 1899 | 1926 | 1966 | 1998 |
| ---- | ---- | ---- | ---- | ---- | ---- | ---- |
| 139  | ↘121 | ↗134 | ↘131 | ↗188 | ↘55  | ↘1   |
| 2002 | 2010 |      |      |      |      |      |
| →1   | ↘0   |      |      |      |      |      |

## История
Мостки, деревня 1-го стана, Милюкова, Ивана Андреевича, Поручика, крестьян 75 душ мужского пола, 64 женского, 74 версты от столицы, 29 от уездного города, между Дмитровским трактом и шоссе.— Нистрем К. Указатель селений и жителей уездов Московской губернии, 1852 г.
Деревня Мостки, упоминается в исповедальных ведомостях Клинского уезда, как минимум с 1804 года . Согласно им, в вышеупомянутом году, там проживало 149 душ. 
В «Списке населённых мест» 1862 года — владельческая деревня 1-го стана Клинского уезда Московской губернии от города Клина по правую сторону Дмитровского тракта, в 27 верстах от уездного города и 17 верстах от становой квартиры, при колодце, с 17 дворами и 121 жителем (59 мужчин, 62 женщины).
По данным на 1890 год — деревня Солнечногорской волости Клинского уезда с 134 душами населения, в 1899 году — деревня Вертлинской волости Клинского уезда, проживал 1313 житель.
В 1913 году — 29 дворов.
По материалам Всесоюзной переписи населения 1926 года — центр Мостовского сельсовета Вертлинской волости Клинского уезда в 3,2 км от Рогачёвского шоссе и 19,2 км от станции Подсолнечная Октябрьской железной дороги, проживало 188 жителей (105 мужчин, 83 женщины), насчитывалось 37 крестьянских хозяйств.
С 1929 года — населённый пункт в составе Солнечногорского района Московского округа Московской области. Постановлением ЦИК и СНК от 23 июля 1930 года округа как административно-территориальные единицы были ликвидированы.
1929—1954 гг. — центр Мостовского сельсовета Солнечногорского района.
1954—1957, 1960—1963, 1965—1972 гг. — деревня Елизаровского сельсовета Солнечногорского района.
1957—1960 гг. — деревня Елизаровского сельсовета Химкинского района.
1963—1965 гг. — деревня Елизаровского сельсовета Солнечногорского укрупнённого сельского района.
1972—1976 гг. — деревня Таракановского сельсовета Солнечногорского района.
1976—1994 гг. — деревня Вертлинского сельсовета Солнечногорского района.
С 1994 до 2006 гг. деревня входила в Вертлинский сельский округ Солнечногорского района.
С 2005 до 2019 гг. деревня включалась в городское поселение Солнечногорск Солнечногорского муниципального района.
С 2019 года деревня входит в городской округ Солнечногорск.